# 国王親衛隊隊長
国王親衛隊隊長（こくおうしんえいたいたいちょう）、または女王衛士隊隊長（じょおうえいしたいたいちょう、英語: Captain of the King / Queen's Bodyguard of the Yeomen of the Guard）は、イギリス政府の官職。国王親衛隊は1485年、ボズワースの戦いの後にイングランド王ヘンリー7世によって創設された。現代では貴族院における与党院内副幹事が兼任することが慣例となっている。
現職は2024年7月10日に就任したホイーラー女男爵マーガレット・ホイーラー。

## 国王親衛隊隊長の一覧

### 15世紀

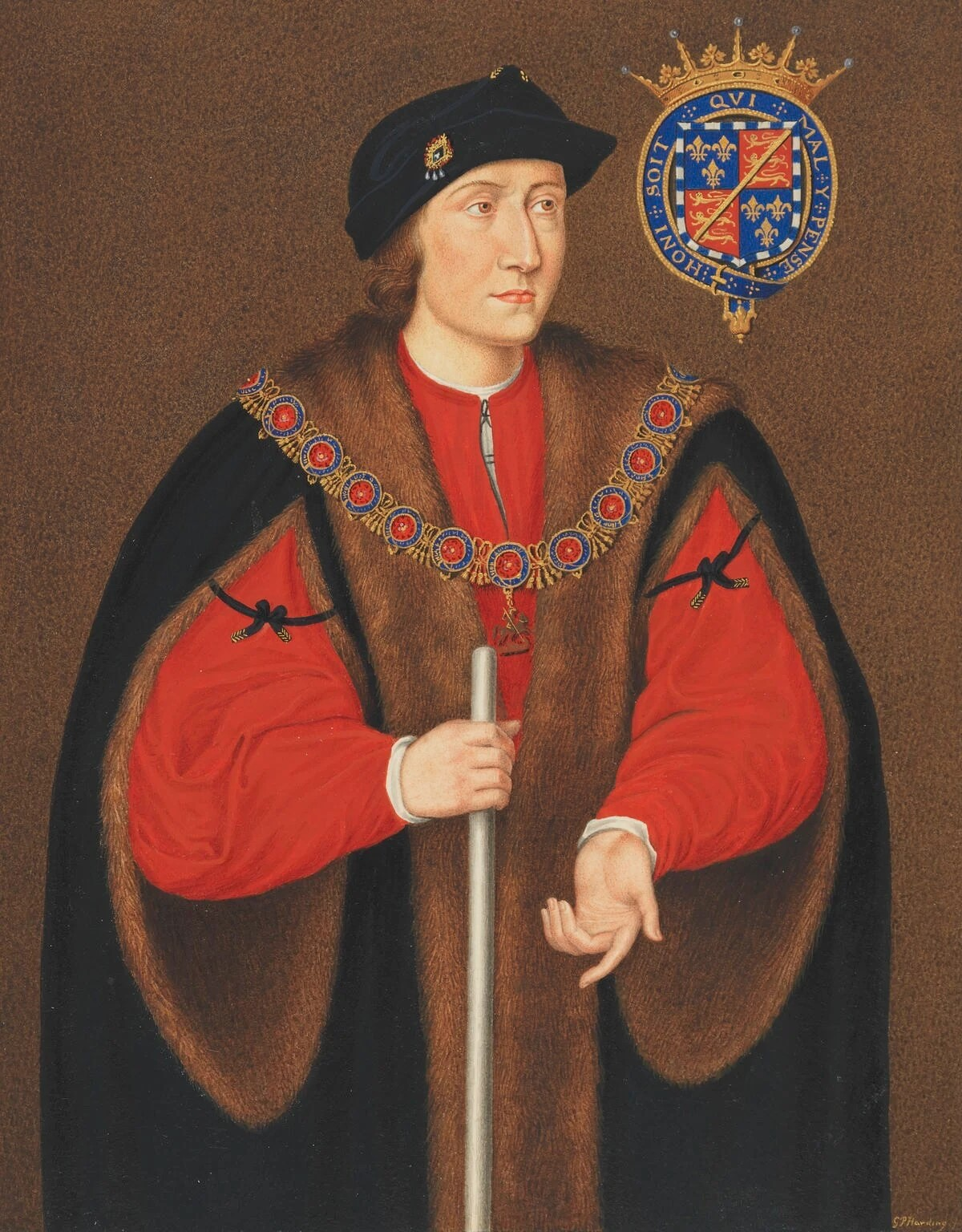
1486年から1508年までの国王親衛隊隊長サー・チャールズ・サマセット

- 1485年：第13代オックスフォード伯爵ジョン・ド・ヴィアー[5]
- 1486年 – 1508年：サー・チャールズ・サマセット（1506年11月26日、ハーバート男爵に叙爵）[5]

### 16世紀
- 1508年5月30日 – 1509年5月12日：サー・トマス・ダーシー（英語版）[6]
- 1509年5月12日 – 1512年：サー・ヘンリー・マーニー（英語版）[6]
- 1512年 – 1513年：サー・ヘンリー・ギルフォード（英語版）[6]
- 1513年 – 1515年：サー・ジョン・ゲージ（英語版）[6]
- 1515年 – 1516年：サー・ヘンリー・ギルフォード（英語版）[6]
- 1516年 – 1523年：サー・ヘンリー・マーニー（英語版）[7]
- 1523年 – 1539年3月：サー・ウィリアム・キングストン（英語版）[7]
- 1539年3月9日 – 1550年：サー・アンソニー・ウィングフィールド（英語版）[7]
- 1550年2月2日 – 1551年：サー・トマス・ダーシー（英語版）（1551年4月5日、チッシュのダーシー男爵に叙爵）[7]
- 1551年4月8日 – 1553年：サー・ジョン・ゲーツ（英語版）[8]
- 1553年8月5日 – 1557年：サー・ヘンリー・ジャーニンガム（英語版）[8]
- 1557年12月27日 – 1558年：サー・ヘンリー・ベディングフェルド（英語版）[8]
- 1558年11月20日 – ?：サー・エドワード・ロジャース（英語版）[8]
- 1558年7月31日? – 1566年：サー・ウィリアム・セント・ロー（英語版）[8]
- 1566年9月6日 – 1572年：サー・フランシス・ノウリス（英語版）[9]
- 1572年7月13日 – 1585年?：サー・クリストファー・ハットン（英語版）[9]
- 1585年? – 1586年：サー・ヘンリー・グッディア（英語版）[9]
- 1586年初夏 – 1603年：サー・ウォルター・ローリー[9]

### 17世紀

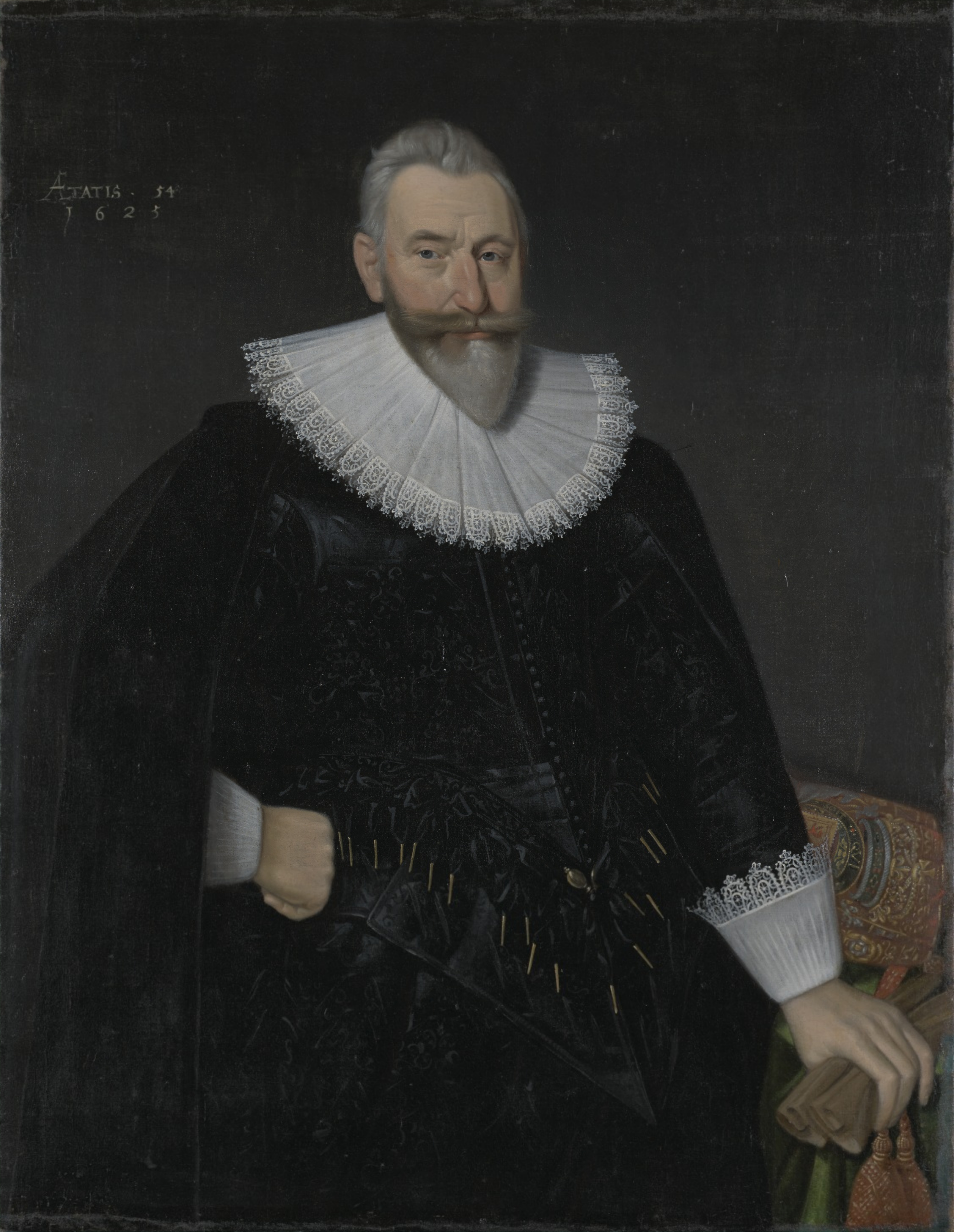
1632年から1635年までの国王親衛隊隊長初代ダプリン子爵ジョージ・ヘイ

- 1603年5月/9月 – 1617年11月8日：サー・トマス・アースキン（英語版）（1606年、フェントン子爵に叙爵）[10]
- 1617年11月8日 – 1632年/1633年?：ヘンリー・リッチ（英語版）（1623年3月8日、ケンジントン男爵に叙爵。1624年、ホランド伯爵に叙爵）[10]
- 1632年 – 1635年：初代ダプリン子爵ジョージ・ヘイ（英語版）（1634年、キノール伯爵に叙爵）[10]
- 1635年 – 1643年：第7代モートン伯爵ウィリアム・ダグラス（英語版）[10]
- 1643年 – 1649年：初代ノリッジ伯爵ジョージ・ゴーリング（英語版）[10]
- 1649年 – 1660年：イングランド空位期
- 1660年6月2日：初代ノリッジ伯爵ジョージ・ゴーリング（英語版）[11]
- 1662年10月3日：第4代グランディソン子爵ジョージ・ヴィリアーズ[11]
- 1689年4月9日：第4代マンチェスター伯爵チャールズ・モンタギュー[11]

### 18世紀

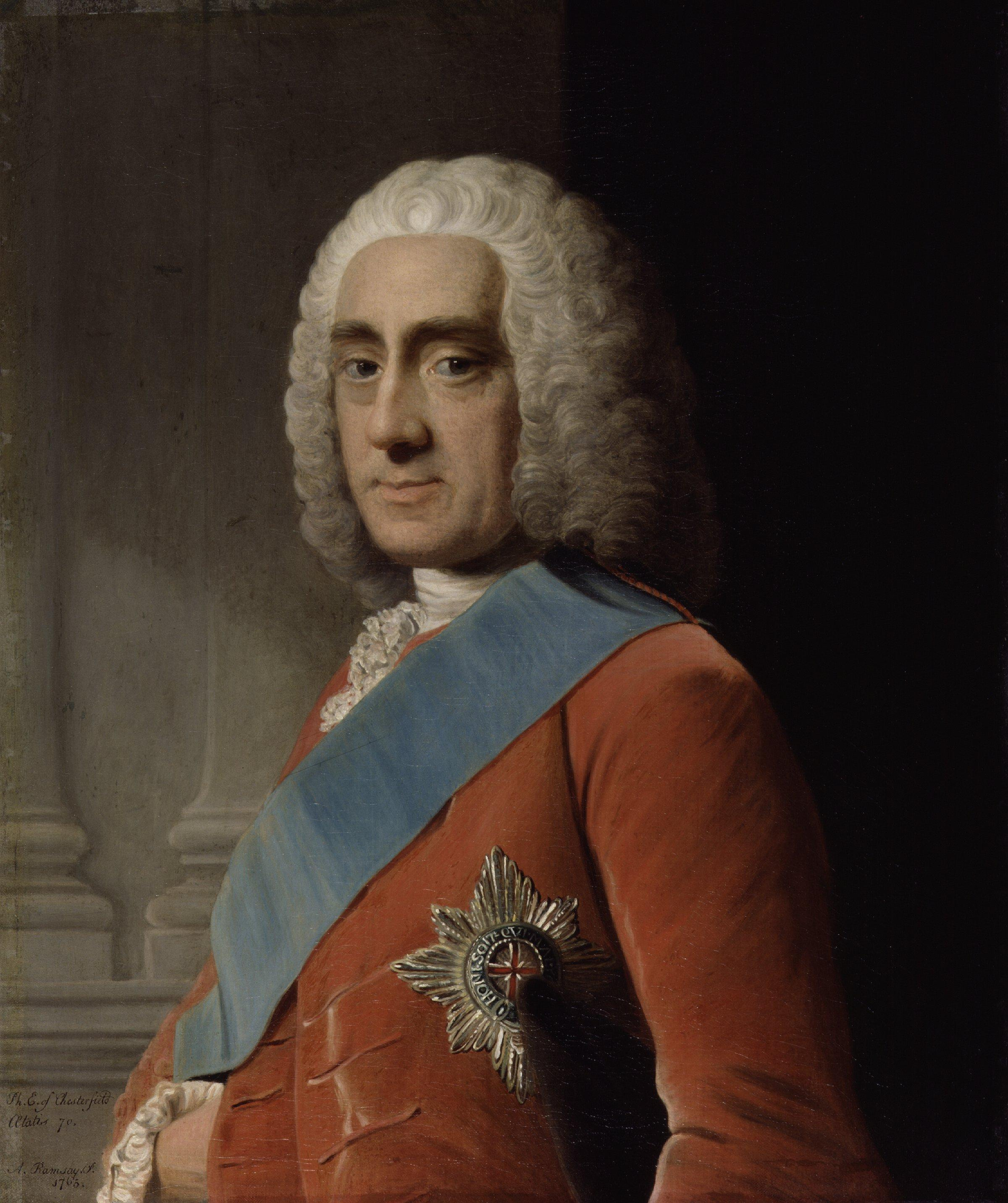
1723年から1725年までの国王親衛隊隊長スタンホープ卿フィリップ・スタンホープ

- 1702年1月18日：ハーティントン侯爵ウィリアム・キャヴェンディッシュ[11]
- 1707年9月29日：第2代タウンゼンド子爵チャールズ・タウンゼンド[11]
- 1711年6月 – 1715年9月：ヘンリー・パジェット（1712年にバートン男爵に叙爵、1713年にパジェット男爵を継承、1714年にアクスブリッジ伯爵に叙爵）[12]
- 1715年 – 1723年：第10代ダービー伯爵ジェームズ・スタンリー[13]
- 1723年 – 1725年：スタンホープ卿フィリップ・スタンホープ[14]
- 1725年 – 1731年：第6代レスター伯爵ジョン・シドニー[15]
- 1731年11月 – 1737年3月：初代アシュバーナム伯爵ジョン・アシュバーナム[16]
- 1737年10月9日：第2代マンチェスター公爵ウィリアム・モンタギュー[11]
- 1739年12月4日：第3代エセックス伯爵ウィリアム・カペル[11]
- 1743年1月25日：第5代ストラットンのバークリー男爵ジョン・バークリー[11]
- 1746年2月20日：第2代トリントン子爵パティー・ビング[11]
- 1747年5月26日：第2代ファルマス子爵ヒュー・ボスコーエン[11]
- 1782年2月15日：第3代ドーセット公爵ジョン・サックヴィル[11]
- 1783年4月30日：初代チャムリー侯爵ジョージ・チャムリー[11]
- 1783年12月31日：第4代エイルズフォード伯爵ヘニッジ・フィンチ[11]

### 19世紀

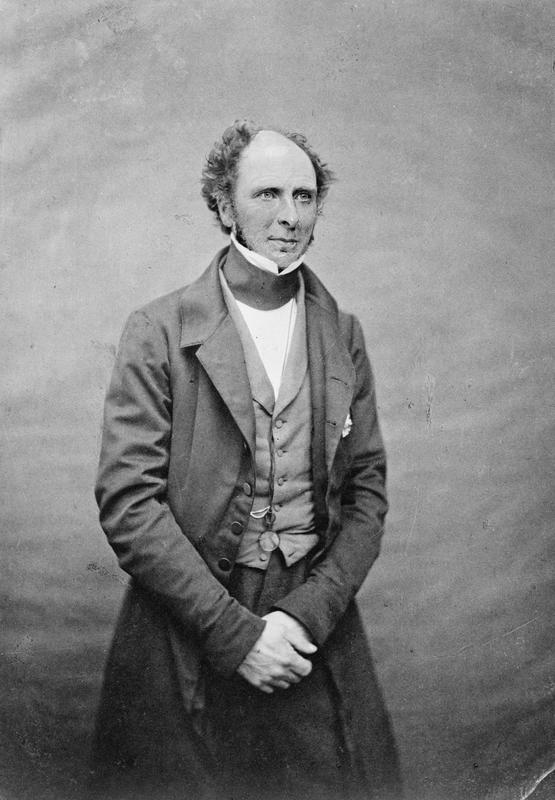
1852年と1858年から1859年までの国王親衛隊隊長第22代ド・ルース男爵ウィリアム・フィッツジェラルド＝ド・ルース

- 1804年6月6日：第3代スタンマーのペラム男爵トマス・ペラム[11]
- 1804年6月27日：第4代マクルズフィールド伯爵ジョージ・パーカー（英語版）[11]
- 1830年12月4日：初代クランリカード侯爵ユリック・ド・バーグ[11]
- 1834年10月9日 – 1835年1月5日：第2代ゴスフォード伯爵アーチボルド・アチソン（英語版）[11]
- 1835年1月5日 – 1835年4月23日：第3代コータウン伯爵ジェームズ・ストップフォード[11]
- 1835年4月23日 – 1835年8月5日：第2代ゴスフォード伯爵アーチボルド・アチソン（英語版）[11]
- 1835年8月5日 – 1841年7月5日：第3代イルチェスター伯爵ヘンリー・フォックス＝ストラングウェイズ[11][17]
- 1841年7月5日 – 1841年9月8日：サリー伯爵ヘンリー・ハワード[17]
- 1841年9月8日 – 1841年11月14日：第7代ロジアン侯爵ジョン・カー（英語版）[17]
- 1841年11月19日 – 1846年7月24日：第2代ビヴァリー伯爵ジョージ・パーシー[17]
- 1846年7月24日 – 1848年2月11日：第10代フォークランド子爵ルーシャス・ケアリー（英語版）[17]
- 1848年2月11日 – 1852年2月27日：第3代ドニゴール侯爵ジョージ・チチェスター[18]
- 1852年2月27日 – 1852年12月30日：第22代ド・ルース男爵ウィリアム・フィッツジェラルド＝ド・ルース（英語版）[18]
- 1852年12月30日 – 1858年3月17日：第3代シドニー子爵ジョン・タウンゼンド（英語版）[18]
- 1858年3月17日 – 1859年6月28日：第22代ド・ルース男爵ウィリアム・フィッツジェラルド＝ド・ルース（英語版）[18]
- 1859年6月28日 – 1866年7月10日：第3代デュシー伯爵ヘンリー・レノルズ＝モアトン（英語版）[18]
- 1866年7月10日 – 1868年12月22日：第4代カドガン伯爵ヘンリー・カドガン（英語版）[19]
- 1868年12月22日 – 1874年3月2日：第10代セント・オールバンズ公爵ウィリアム・ボークラーク（英語版）[19]
- 1874年3月2日 – 1880年5月3日：第2代スケルマーズデイル男爵エドワード・ブートル＝ウィルブラハム（英語版）[19]
- 1880年5月3日 – 1885年6月29日：第7代モンソン男爵ウィリアム・モンソン（英語版）[19]
- 1885年6月29日 – 1886年2月12日：第7代バリントン子爵ジョージ・バリントン（英語版）[19]
- 1886年2月12日 – 1886年8月5日：第7代モンソン男爵ウィリアム・モンソン（英語版）[19]
- 1886年8月5日 – 1889年1月29日：第3代リメリック伯爵ウィリアム・ペリー（英語版）[20]
- 1889年1月29日 – 1892年8月：第4代ケンジントン男爵ウィリアム・エドワーズ（英語版）[20]
- 1895年7月16日 – 1896年8月8日：第3代リムリック伯爵ウィリアム・ペリー（英語版）[20]
- 1896年8月26日 – 1906年1月20日：第9代ウォルドグレイヴ伯爵ウィリアム・ウォルドグレイヴ（英語版）[20][21]

### 20世紀
- 1906年1月20日 – 1907年5月7日：第9代マンチェスター公爵ウィリアム・モンタギュー（英語版）[21][22]
- 1907年5月7日 – 1911年10月3日：第2代アレンデル男爵ウェントワース・ボーモント（英語版）[22][23]
- 1911年10月3日 – 1915年6月10日：第4代クレイヴェン伯爵ウィリアム・クレイヴェン（英語版）[23][24]
- 1915年6月10日 – 1918年5月21日：第6代サフィールド男爵チャールズ・ハーボード（英語版）[24]
- 1918年5月21日 – 1924年2月15日：第3代ヒルトン男爵ヒルトン・ジョリフ（英語版）[25]
- 1924年2月15日 – 1924年12月1日：第2代ロック男爵エドワード・ロック（英語版）[25][26]
- 1924年12月1日 – 1929年7月1日：初代デスバラ男爵ウィリアム・グレンフェル（英語版）[26][27]
- 1929年7月1日 – 1931年11月20日：第2代ロック男爵エドワード・ロック（英語版）[27][28]
- 1931年11月20日 – 1934年1月24日：第3代ストラスコナ＝マウント・ロイヤル男爵ドナルド・ハワード（英語版）[28][29]
- 1934年1月24日 – 1945年8月7日：第4代テンプルモア男爵アーサー・チチェスター（英語版）[29][30]
- 1945年8月7日 – 1949年7月8日：初代ウォークデン男爵アレクサンダー・ウォークデン（英語版）[30][31]
- 1949年7月8日 – 1949年10月21日：初代シェパード男爵ジョージ・シェパード（英語版）[31][32]
- 1949年10月21日 – 1950年3月7日：初代チルワースのルーカス男爵ジョージ・ルーカス（英語版）[32][33]
- 1950年3月7日 – 1951年6月8日：第6代ルーカン伯爵ジョージ・ビンガム（英語版）[33][34]
- 1951年6月8日 – 1951年11月6日：初代アーチボルド男爵ジョージ・アーチボルド（英語版）[34][35]
- 1951年11月6日 – 1960年10月28日：第6代オンズロー伯爵ウィリアム・オンズロー（英語版）[35][36]
- 1960年10月28日 – 1962年9月7日：第4代ニュートン男爵ピーター・レイ（英語版）[36][37]
- 1962年9月7日 – 1964年12月29日：第3代ゴシェン子爵ジョン・ゴシェン（英語版）[37][38]
- 1964年12月29日 – 1970年1月20日：ボウルズ男爵フランク・ボウルズ（英語版）[38][39]
- 1970年1月20日 – 1971年11月23日：第3代ゴシェン子爵ジョン・ゴシェン（英語版）[39]
- 1971年11月23日 – 1974年3月11日：第2代デナム男爵ベルトラム・ボウヤー（英語版）[40]
- 1974年3月11日 – 1979年5月11日：第11代ストラボルギ男爵デイル・ケンワーシー（英語版）[41]
- 1979年5月11日 – 1982年11月5日：第7代サンズ男爵リチャード・ヒル（英語版）[42][43]
- 1982年11月5日 – 1986年9月12日：第2代スウィントン伯爵デイヴィッド・カンリフ＝リスター（英語版）[43][44]
- 1986年9月12日 – 1992年1月1日：第2代デイヴィッドソン子爵アンドリュー・デイヴィッドソン（英語版）[44][45]
- 1992年1月1日 – 1994年7月21日：第18代ストラスモア＝キングホーン伯爵マイケル・ボーズ＝ライアン（英語版）[45][46]
- 1994年7月21日 – 1995年1月10日：第9代アラン伯爵アーサー・ゴア（英語版）[46][47]
- 1995年1月10日 – 1995年7月8日：第2代イングルウッド男爵リチャード・フレッチャー＝ヴェイン（英語版）[47][48]
- 1995年7月8日 – 1997年5月3日：第6代チェシャム男爵ニコラス・キャヴェンディッシュ（英語版）[48]
- 1997年5月3日 – 2003年6月：ハリンギーのマッキントッシュ男爵アンドリュー・マッキントッシュ（英語版）

### 21世紀
| 画像            | 画像 | 名前                                                  | 任期      | 任期      | 政党       | 内閣                 | 脚注   |
| --------------- | ---- | ----------------------------------------------------- | --------- | --------- | ---------- | -------------------- | ------ |
|                 |      | オールダムのデイヴィース男爵 ブライアン・デイヴィース | 2003年6月 | 2010年5月 | 労働党     | ブレア               | [ 49 ] |
| ブラウン        |      | オールダムのデイヴィース男爵 ブライアン・デイヴィース | 2003年6月 | 2010年5月 | 労働党     |                      | [ 49 ] |
|                 |      | グリートランドのシャット男爵 デイヴィッド・シャット   | 2010年5月 | 2012年5月 | 自由民主党 | キャメロン＝クレッグ | [ 50 ] |
|                 |      | ニュービー男爵 リチャード・ニュービー                 | 2012年5月 | 2015年5月 | 自由民主党 | キャメロン＝クレッグ | [ 51 ] |
|                 |      | キンブルのガーディナー男爵 ジョン・ガーディナー       | 2015年5月 | 2016年7月 | 保守党     | 第2次キャメロン      | [ 52 ] |
|                 |      | 第9代コータウン伯爵 パトリック・ストップフォード      | 2016年7月 | 2024年7月 | 保守党     | 第1次メイ            | [ 53 ] |
| 第2次メイ       |      | 第9代コータウン伯爵 パトリック・ストップフォード      | 2016年7月 | 2024年7月 | 保守党     |                      | [ 53 ] |
| 第1次ジョンソン |      | 第9代コータウン伯爵 パトリック・ストップフォード      | 2016年7月 | 2024年7月 | 保守党     |                      | [ 53 ] |
| 第2次ジョンソン |      | 第9代コータウン伯爵 パトリック・ストップフォード      | 2016年7月 | 2024年7月 | 保守党     |                      | [ 53 ] |
| トラス          |      | 第9代コータウン伯爵 パトリック・ストップフォード      | 2016年7月 | 2024年7月 | 保守党     |                      | [ 53 ] |
| スナク          |      | 第9代コータウン伯爵 パトリック・ストップフォード      | 2016年7月 | 2024年7月 | 保守党     |                      | [ 53 ] |
|                 |      | ホイーラー女男爵 マーガレット・ホイーラー             | 2024年7月 | 現職      | 労働党     | スターマー           |        |